# ردبكية
الردبكية (الاسم العلمي: Rudbeckia) هي جنس نباتي يتبع فصيلة النجمية من رتبة النجميات.